# Mariene ecoregio Centrale Golf van Guinee
De Mariene ecoregio Centrale Golf van Guinee (83) (Engels: Gulf of Guinea Central marine ecoregion) is een biogeografische regio en ligt in het oosten van de Atlantische Oceaan in de Mariene provincie Golf van Guinee (17) in het Marien rijk Tropische Atlantische Oceaan. De mariene ecoregio is vastgesteld door het World Wide Fund for Nature en The Nature Conservancy en is vernoemd naar de Golf van Guinee.
In het westen grenst het gebied aan de mariene ecoregio Opwelling Golf van Guinee (82), in het zuidwesten aan de mariene ecoregio Eilanden Golf van Guinee (84) en in het zuidoosten aan de mariene ecoregio Zuidelijke Golf van Guinee (85).

## Geografie
De mariene ecoregio ligt in het oosten van de Atlantische Oceaan voor de zuidkust van Ghana, Togo, Benin en Nigeria, voor de zuidwestkust van Kameroen, voor de westkust van Equatoriaal-Guinea en voor de noordwestkust van Gabon. Het gebied in de Golf van Guinea strekt zich uit van de stad Accra tot aan Port-Gentil en omvat onder andere de estuaria/mondingen van de Volta, Lagos Lagoon, Benin, Escravos, Forcados en diverse andere, maar exclusief de eilandengroep van Sao Tomé en Principe en rond het eiland Annobón van Equatoriaal-Guinea.
Door het gebied stroomt de Guineestroom en de Angolastroom.

## Biogeografie
Het gebied kent zeeleven dat houdt van tropische temperaturen.